# Dracaena cinnabari
El drago de Socotra (Dracaena cinnabari) es una especie de drago, o "árbol dragón", nativo del archipiélago de Socotra. También se refiere a este como árbol de la sangre de dragón. Fue descrito por primera vez en 1882 por Isaac Bayley Balfour.

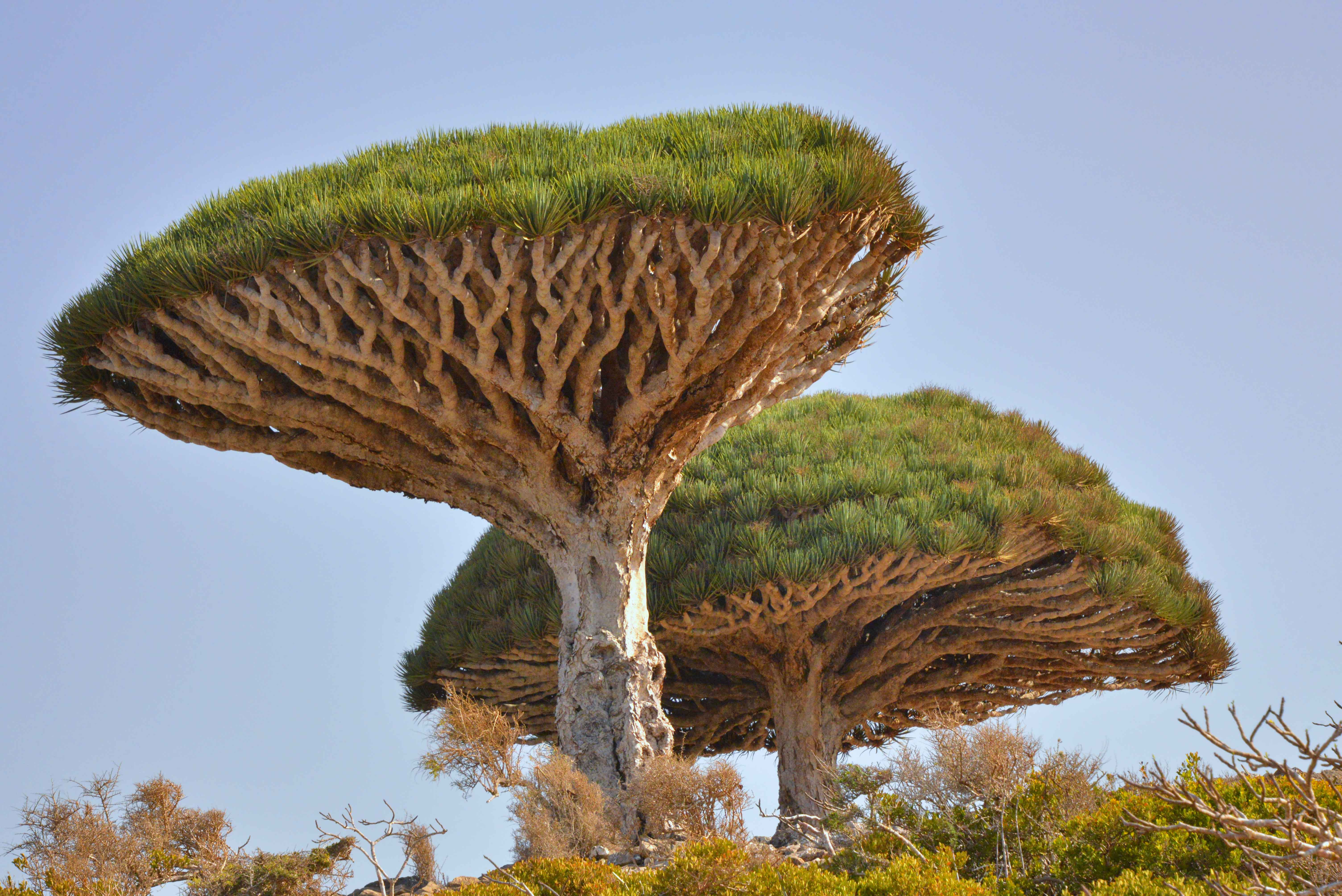
En la isla de Socotra

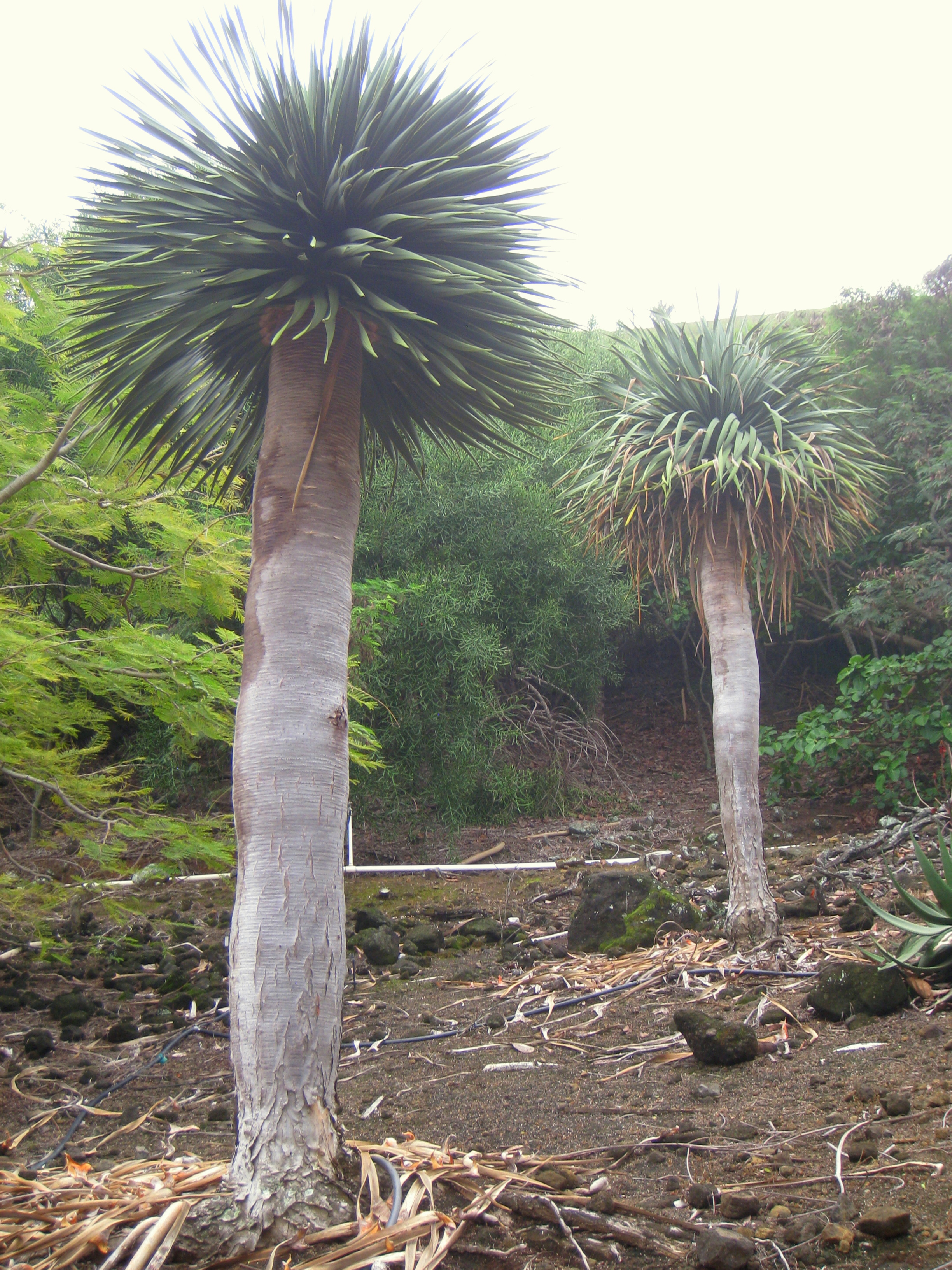
Espécimen joven de Dracaena cinnabari en el Jardín Botánico del cráter Koko, Honolulu, Hawái (Estados Unidos).

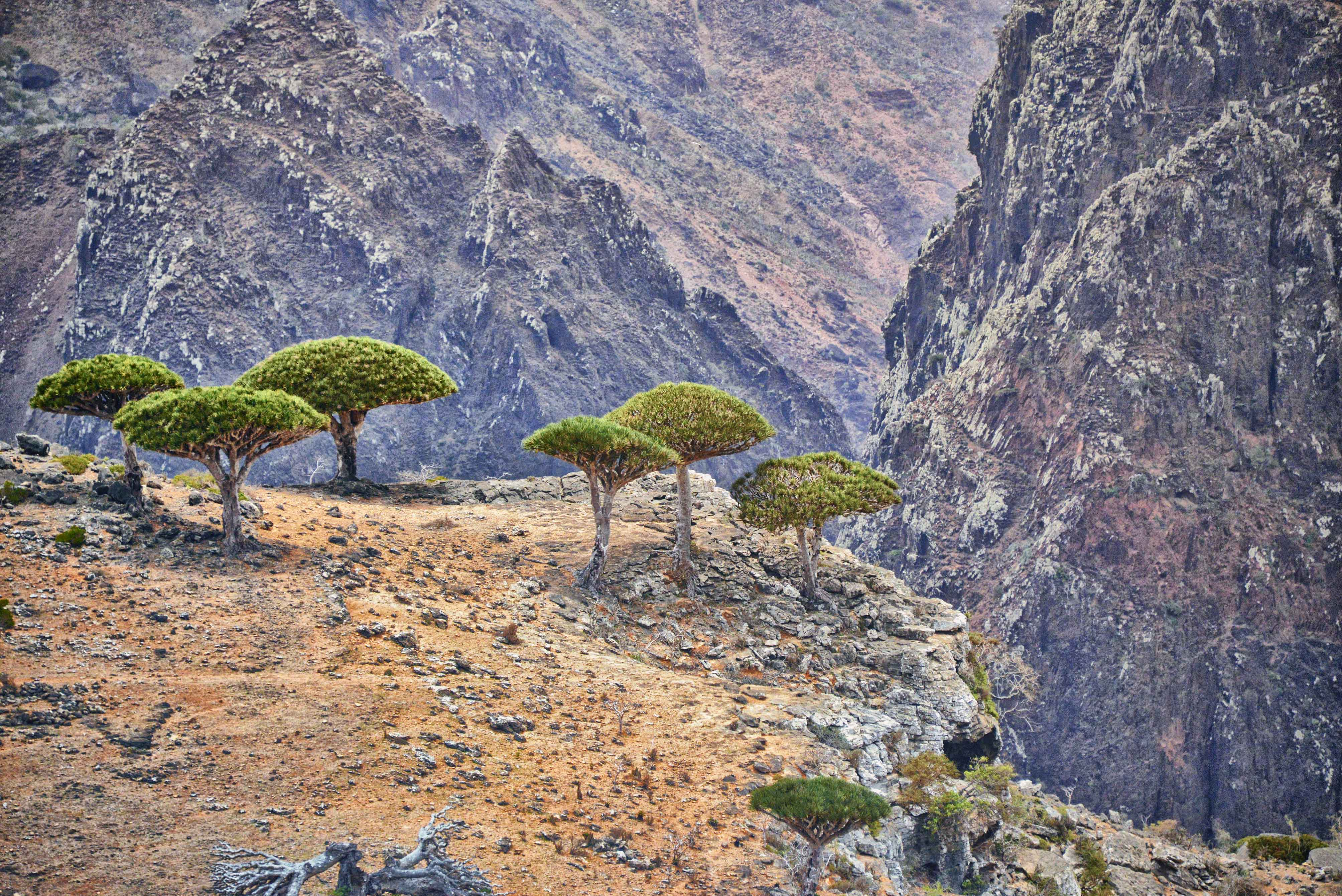
En su hábitat

## Descripción
Dracaena cinnabari es un árbol con un tronco grueso, que alcanza una altura de hasta de 10 metros. Las ramas se ramifican hacia fuera. Sus copas forman una semiesfera.
Las hojas son verticales, rígidas, asentadas y con la base ensanchada. Alcanzan en 30 a 60 centímetros de largo y 2 a 3 centímetros de ancho.
Florece en una panícula fuertemente ramificada hacia fuera. Los grupos de floración de 2 a 4. El pedicelo de la floración es de 5 milímetros de largo. La cubierta de la floración de hasta 5 milímetros de longitud.

## Distribución
Es una planta arborescente endémica de la isla de Socotra. Crece de forma natural entre los 150 y 1.600 m s. n. m. de altitud, principalmente hacia los 600 m en regiones montañosas frecuentemente envueltas de nieblas.

## Usos
Este es una de las especies de dragos que produce la resina llamada "sangre de dragón" la cual se utiliza en algunas medicinas tradicionales o como colorante.
Esta resina fue ya objeto de comercio en el mundo antiguo. La resina solo se recoge una vez al año; de ahí su gran valor en el mercado.
Se transforma in situ en un jarabe de aspecto rojo que se calienta a continuación hasta formar una pasta negra. Las poblaciones naturales de dragos de Socotra sufren actualmente de una falta de renovación que se debería no a las cosechas de resina a las que se somete, ni al pastoreo, sino a un incremento general de la sequedad climática de la isla.

## Taxonomía
Dracaena cinnabari fue descrita por Isaac Bayley Balfour y publicado en Transactions of the Royal Society of Edinburgh 30: 623, en el año 1882.
Etimología
Dracaena: nombre genérico que deriva del griego drakaina = "dragón".  
cinnabari: epíteto, similar al cinabrio. 
Sinonimia
- Draco cinnabari (Balf.f.) Kuntze[6]